# 954
Évszázadok: 9. század – 10. század – 11. század
Évtizedek: 900-as évek – 910-es évek – 920-as évek – 930-as évek – 940-es évek – 950-es évek – 960-as évek – 970-es évek – 980-as évek – 990-es évek – 1000-es évek
Évek: 949 – 950 – 951 – 952 –  953 – 954 – 955 – 956 – 957 – 958 – 959

## Események

### Európa
- Kihasználva az Ottó király és fia, Liudolf közötti német belviszályt, Bulcsú harka vezetésével nagy magyar sereg vonul be Bajorországba. Formálisan a lázadó Liudolfot és Konrád herceget segítik, de számos incidens, fosztogatás történik azok birtokain is. Virágvasárnapkor Konrád Wormsban fogadja a magyarokat és továbbvezeti őket az Alsó-Rajna felé, ellensége, Bruno kölni érsek (Ottó király öccse) birtokaira. Bulcsú feldúlja Utrecht környékét, majd a Maas völgyét és végigfosztogatja Németalföldet. Ostrom alá veszi Cambrait, amelynek falaival nem boldogul, de elvonulóban a védők kicsapnak az utóvédjére és megölik Bulcsú egyik rokonát. A magyar vezér felajánlja a környéken zsákmányolt javak visszaadását rokona holttesttért, de Cambrai polgárai nem bíznak benne és elutasítják a cserét. A magyarok miután hiába próbálják tüzes nyilakkal felgyújtani a várost, a Szt. Gengerich-apátságot pusztítják el. Ezután végigvonulnak Északkelet-Franciaországon, Burgundián, majd Provence-en és Észak-Itálián keresztül hazatérnek. Ez volt az utolsó sikeres nyugati kalandozó hadjárat.
- Ottó király tárgyalásokat kezd a lázadókkal. A lagenzenni birodalmi gyűlésen Konrád herceg és Frigyes mainzi érsek meghódol, de mikor a király öccse, Henrik bajor herceg azzal vádolja Liudolfot, hogy ő hívta be a magyarokat, a tárgyalások megszakadnak. Liudolf a bajorországi Regensburgba vonul vissza. Útközben Nürnbergnál döntetlen csatát vív Ottóval, majd a király ostrom alá veszi Regensburgot. Két hónapnyi eredménytelen ostrom után (amely során a lázadó Arnulf bajor palotagróf elesik) Liudolf svábföldi birtokai felé vonul vissza, majd megegyezik az őt követő apjával.
- Decemberben az arnstadti birodalmi gyűlésen lezárják a belviszályt. Liudolfot és Konrádot megfosztják sváb, illetve lotaringiai hercegi címeiktől, de személyes birtokaikat megtarthatják. A sváb hercegséget III. Burchard, a lotaringiait Bruno kölni érsek (Ottó öccse) kapja, az új mainzi érsek (miután Frigyes meghalt) Ottó törvénytelen fia, Vilmos.
- Szeptemberben IV. Lajos nyugati frank király egy vadászat során egy farkast üldözve leesik a lováról és nem sokkal később belehal sérüléseibe. Utóda 13 éves fia, Lothár, akinek anyja, Gerberga kiegyezik a főúri ellenzék leghatalmasabb alakjával, Nagy Hugóval és támogatásáért cserébe átadja neki Aquitánia és Burgundia hercegségeit.
- Meghal II. Alberic spoletói herceg, Róma princepse. Utóda fia Octavianus és Alberic a halálos ágyán megesketi a főurakat, hogy a pápai trón megüresedésekor őt fogják megválasztani egyházfőnek.
- A northumbriai viking és angolszász főurak elűzik a két évvel korábban királyukul választott Véresfejszéjű Eriket és behívják Eadred angol királyt; ezzel megszűnik a northumbriai viking királyság. Eriket nem sokkal ezután meggyilkolják.
- I. Malcolm skót királyt megölik egy vikingekkel történő összecsapás során. Utóda II. Konstantin fia, Indulf.

## Születések
- II. Malcolm, skót király
- I. Ottó, sváb herceg

## Halálozások
- szeptember 10. – IV. (Tengerentúli) Lajos, nyugati frank király
- II. Alberic, spoletói herceg
- Véresfejszéjű Erik, norvég király
- I. Malcolm, skót király

## Fordítás
- Ez a szócikk részben vagy egészben  a(z)   954 című angol Wikipédia-szócikk ezen változatának fordításán alapul.  Az eredeti cikk szerkesztőit annak laptörténete sorolja fel. Ez a jelzés csupán a megfogalmazás eredetét és a szerzői jogokat jelzi, nem szolgál a cikkben szereplő információk forrásmegjelöléseként.